# Tom Cheetham
Tom Cheetham es un autor, maestro, científico y poeta estadounidense que explora la imaginación creativa y lo imaginal en la vida y cultura humanas. 
PhD, biólogo y filósofo, es un máximo especialista internacional en la obra del islamólogo francés Henry Corbin al que ha dedicado cinco obras.
Miembro de la Temenos Academy en Londres y profesor adjunto de ecología humana en el College of the Atlantic de Bar Harbor, Maine, da conferencias regularmente en Europa y EE.UU.

## Biografía
Se graduó en el Connecticut College en 1974 con un B.A. en filosofía, magna cum laude, con cursos de historia e historia del arte, y recibió el Susanne Langer Award por logros en filosofía. Entre las influencias más duraderas estuvieron su lectura de Hegel, Heidegger, Ernst Cassirer y Erwin Panofsky, así como las ideas y la enseñanza del historiador F. Edward Cranz.
Después de varios años como carpintero y ebanista y dos intentos fallidos de obtener un título de posgrado en filosofía, regresó a la escuela de las ciencias naturales. Su intención inicial de obtener un título en física fue abandonada cuando su esposa le abrió los ojos a la diversidad del mundo biológico. Recibió un PhD en entomología sistemática y un Graduate Research Excellence Award de la Iowa State University en 1987. Publicó una serie de trabajos menores y su tesis sobre la evolución y morfología de la Siphonaptera apareció como un libro que ganó el aplauso de los dos investigadores principales en el campo: la Excma. Miriam Rothschild y el Dr. Robert Traub del Smithsonian Institution.
Mientras trabajaba como asistente y, finalmente, como profesor asociado de biología y estudios ambientales en el Wilson College de Pennsylvania, intentó satisfacer su interés anterior en la física de sistemas complejos trabajando bajo la dirección del Dr. Stuart Kauffman, entonces de la University of Pennsylvania, en su modelo NK de dinámica evolutiva adaptativa. Aprendió a programar en "C" y diseñó modelos de computadora para simular la evolución de un ecosistema simple de especies múltiples. En 1990, recibió un Havens Research Scholar Award del Wilson College por su proyecto Studies in Adaptive Computation: Artificial Life in a Simulated Ecosystem (Estudios en computación adaptativa: vida artificial en un ecosistema simulado). Publicó un breve artículo sobre su trabajo en Journal of Theoretical Biology. También en 1990, fue uno de los seleccionados para asistir a la primera escuela de verano de sistemas complejos del Santa Fe Institute, donde el Dr. Kauffman fue una figura destacada.
Las semanas que pasó en Santa Fe fueron cruciales. El Laboratorio Nacional de Los Álamos es una de las instituciones patrocinadoras del Santa Fe Institute y encontró la proximidad intelectual y geográfica del laboratorio de armas muy preocupante. Los problemas filosóficos y espirituales que subyacen a la metafísica de la ciencia moderna, con los que se había enfrentado como estudiante de filosofía años antes, volvieron a él poderosamente vivos en un contexto más urgente. Las ideas dominantes de las "nuevas ciencias" de la complejidad son sofisticadas y poderosas. A pesar de muchas afirmaciones de lo contrario, es escéptico de su capacidad para mantener un sentido renovado de lo sagrado. Teme que las teorías de los sistemas de la ciencia moderna proporcionen narraciones maestras convincentes que puedan hacer incomprensibles las ideas de la dignidad del individuo y la divinidad de la persona que subyacen en las religiones y sociedades de Occidente.
En ese momento comenzó a impartir cursos de humanidades además de sus cursos regulares de biología en Wilson, incluido un curso de temas especiales sobre literatura y ciencia. Estableció y diseñó el plan de estudios interdisciplinario en estudios ambientales y enseñó varios cursos en la nueva especialidad. El plan de estudios central enfatizó la importancia de las humanidades para entender la relación entre los humanos y el mundo natural. Su primer ensayo sobre ética ambiental ganó el segundo premio en la Dominion Over the Earth Essay Competition de 1992, patrocinado por el Washington & Jefferson College, y se publicó como artículo principal en Environmental Ethics.
El Wilson College, donde enseñó durante nueve años, era entonces una institución para mujeres. Su experiencia docente y su estrecha colaboración con una variedad de colegas feministas fueron de una importancia profunda y duradera. Los conocimientos sobre la importancia primordial del género en la mayoría de los problemas vitales intelectuales, espirituales e interpersonales de su vida despertaron un interés en aspectos de la filosofía continental contemporánea de los cuales no tenía conocimiento como estudiante universitario. De las escritoras feministas francesas hubo un solo paso hacia un interés por la psicología profunda de Freud y Jung y sus seguidores. Fue un encuentro casual en una librería de Santa Fe con la obra A Blue Fire, recopilatorio de extractos de los escritos del psicólogo James Hillman editado por Thomas Moore, el que provocó un cambio real en la dirección de su vida. Recibió un segundo Havens Research Scholar Award en 1994 por un proyecto de psicología profunda: The Natural History of the Psyche (La historia natural de la psique).
Su inmersión en el trabajo de Hillman le llevó a su primer encuentro con los escritos de Henry Corbin. Recuerda bien su deleite y desconcertado asombro cuando se abrió paso a través de la Imaginación creadora en el sufismo de Ibn Arabi. Cuando descubrió que este erudito del misticismo islámico y maestro del pensamiento teológico y filosófico occidental había sido el primero en traducir a Heidegger al francés, su destino estaba sellado. Se encontró incapaz de escapar a la fascinación de su idiosincrásica y audaz teología. Un intento de aceptar las consecuencias de su amplia visión de la unidad de las religiones de la tradición abrahámica le ocupó gran parte de su tiempo a lo largo de veinte años.
En 1997 renunció a su puesto de maestro y su familia se mudó a Maine. Entonces empezó a escribir en serio. Su primer ensayo sobre Corbin fue uno de los seleccionados para recibir un John Templeton Foundation Exemplary Essay Award en el programa "Expanding Humanity's Vision of God" del año 2000. Al año siguiente fue uno de los seis oradores invitados en la Conferencia de Eranos de Ascona, Suiza, donde Corbin había sido una figura destacada durante muchos años. Su primer libro sobre Corbin, la imaginación y temas relacionados se publicó en 2003, y otros siguieron en 2005, 2007, 2012 y 2015. En 2004 le invitaron a la primera de una serie de conferencias para la Temenos Academy en Londres. En el verano de 2007 tuvo el honor de ser elegido miembro de dicha academia.
En los últimos años ha dedicado cada vez más su tiempo a pensar y escribir sobre poesía y arte. Su primer libro de poesía fue publicado en 2015.
Actualmente es profesor adjunto de ecología humana en el College of the Atlantic de Bar Harbor, Maine. Sigue escribiendo y dando conferencias sobre Corbin, Jung, Hillman y la imaginación.

## Obra
- Boundary Violations. Dos Madres Press. 2015. ISBN 9781939929242.
- Imaginal Love: The Meanings of Imagination in Henry Corbin and James Hillman. Spring Publications. 2015. ISBN 9780882140322.
- The World Turned Inside Out: Henry Corbin and Islamic Mysticism. Spring Journal. 2015. ISBN 9781882670246.
- All the World an Icon: Henry Corbin and the Angelic Function of Beings. North Atlantic Books. 2012. ISBN 9781583944554.[7][8]
- After Prophecy: Imagination, Incarnation, and the Unity of the Prophetic Tradition. Spring Journal. 2007. ISBN 9781882670819.
- Green Man, Earth Angel: The Prophetic Tradition and the Battle for the Soul of the World. State University of New York Press. 2004. ISBN 9780791462706.

Como editor
- Hillman, James (2022). Obra completa de James Hillman. Volumen 11: "On Melancholy & Depression" ("Sobre melancolía & depresión"). Editado por Tom Cheetham y Klaus Ottmann, con una introducción de Klaus Ottmann, tapa dura. Spring Publications. ISBN 978-0-88214-043-8.

## Edición en español
- El mundo como icono. Henry Corbin y la función angélica de los seres. Cartoné, 368 páginas, traducción Agustín López Tobajas y María Tabuyo, colección Imaginatio vera. Ediciones Atalanta. 2019. ISBN 978-84-949054-5-2.